# Periphyllus villosii
Periphyllus villosii är en insektsart. Periphyllus villosii ingår i släktet Periphyllus och familjen långrörsbladlöss. Inga underarter finns listade i Catalogue of Life.